# Język czhaga
Język czhaga albo djaga – język z rodziny bantu, używany w Tanzanii na południe od góry Kilimandżaro. W 1977 roku liczba mówiących wynosiła ok. 800 tys.